# Gasthof Adler (Weitnau)

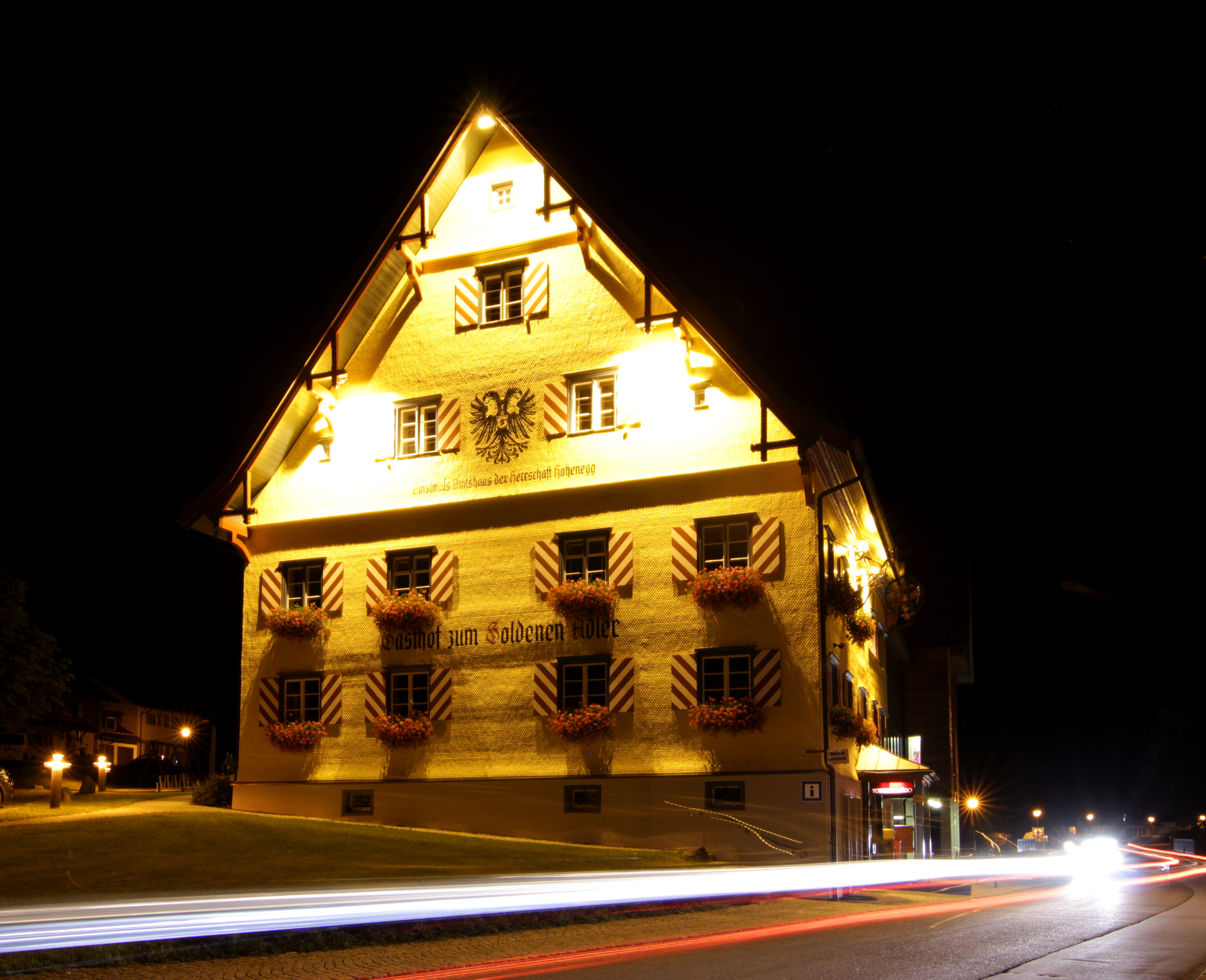
Gasthof Adler in Weitnau (2016)

Der Gasthof Adler ist ein denkmalgeschütztes Gebäude an der Hoheneggstraße in Weitnau, einem Markt im Landkreis Oberallgäu. Ursprünglich war der Gasthof das Amtshaus der Herrschaft Hohenegg.
Das zweigeschossige Haus mit Satteldach wurde im 18. Jahrhundert wohl auf Grundlage eines älteren Hauses erneuert. Eine Küchentür im Erdgeschoss trägt die Bezeichnung 1753. Über dem an der Nordseite sichtbaren Sockelgeschoss ist eine Ziegeltonne im Südosteck. Der Fachwerkgiebel ist verputzt, die Fassade trägt Holzschindeln.
Die Räume des überwiegend gastronomisch genutzten Gasthauses mit Gästezimmern werden mittlerweile vom Tourismusbüro und von der Gemeindebücherei benutzt.